# Ліпна (Любуське воєводство)
Ліпна (пол. Lipna, нім. Leipe) — село в Польщі, у гміні Пшевуз Жарського повіту Любуського воєводства.
Населення — 497 осіб (2011).
У 1975-1998 роках село належало до Зеленогурського воєводства.

## Демографія
Демографічна структура станом на 31 березня 2011 року:
|          | Загалом | Допрацездатний вік | Працездатний вік | Постпрацездатний вік |
| -------- | ------- | ------------------ | ---------------- | -------------------- |
| Чоловіки | 235     | 55                 | 155              | 25                   |
| Жінки    | 262     | 61                 | 136              | 65                   |
| Разом    | 497     | 116                | 291              | 90                   |